# Roberto Bolle

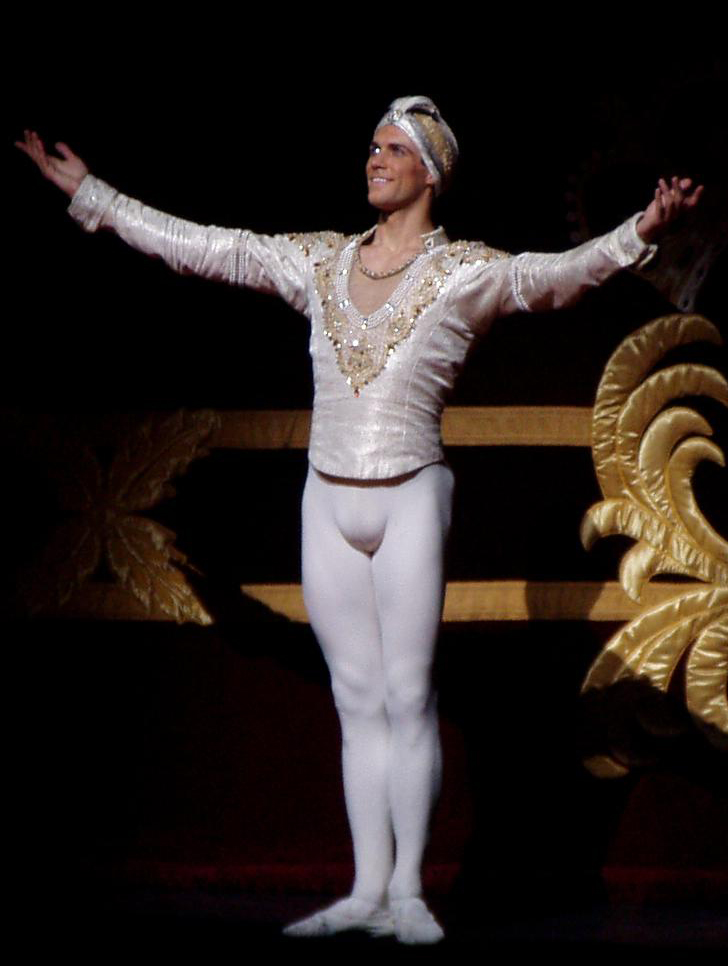
Bolle in „La Bayadère“ (Royal Ballet, 2007)

Roberto Bolle (* 26. März 1975 in Casale Monferrato, Piemont) ist ein italienischer Balletttänzer.

## Werdegang
Bolle wurde im März 1975 in der Provinz Alessandria im italienischen Piemont geboren. Mit sieben Jahren begann er seine Ballettausbildung an einer örtlichen Schule, mit elf Jahren wurde er an der Ballettschule der Scala in Mailand angenommen. 1990 wählte Rudolf Nurejew ihn für den Tadzio in einem Ballett zum Tod in Venedig aus (Choreografie: Flemming Flindt).
Nach einem kurzen Engagement an der Scala als Primoballerino ist Bolle seit 1996 freiberuflich tätig. Er hat seitdem unter anderem mit dem Royal Ballet, dem Tokyo Ballet, dem National Ballet of Canada, dem Stuttgarter Ballett, dem Finnischen Nationalballett, an der Staatsoper Unter den Linden in Berlin, der Wiener Staatsoper, im Semperoper Ballett in Dresden, an der Bayerischen Staatsoper in München und auf zahlreichen Festivals getanzt. Im Jahr 2007 hatte Bolle sein Debüt am American Ballet Theatre in New York.
Bolle ist auch als Model bekannt geworden. Seit 1999 ist er einer der italienischen  UNICEF-Sonderbotschafter. Im Jahr 2006 besuchte er den Sudan und warb nachfolgend über 650.000 US-$ für dortige Erziehungs- und Gesundheitsprojekte ein. Bei der Eröffnungszeremonie zu den Olympischen Winterspielen 2006 in Turin war Bolle einer der Repräsentanten für die Moderne.